# Itamuton townesorum
Itamuton townesorum là một loài tò vò trong họ Ichneumonidae.